# Boza

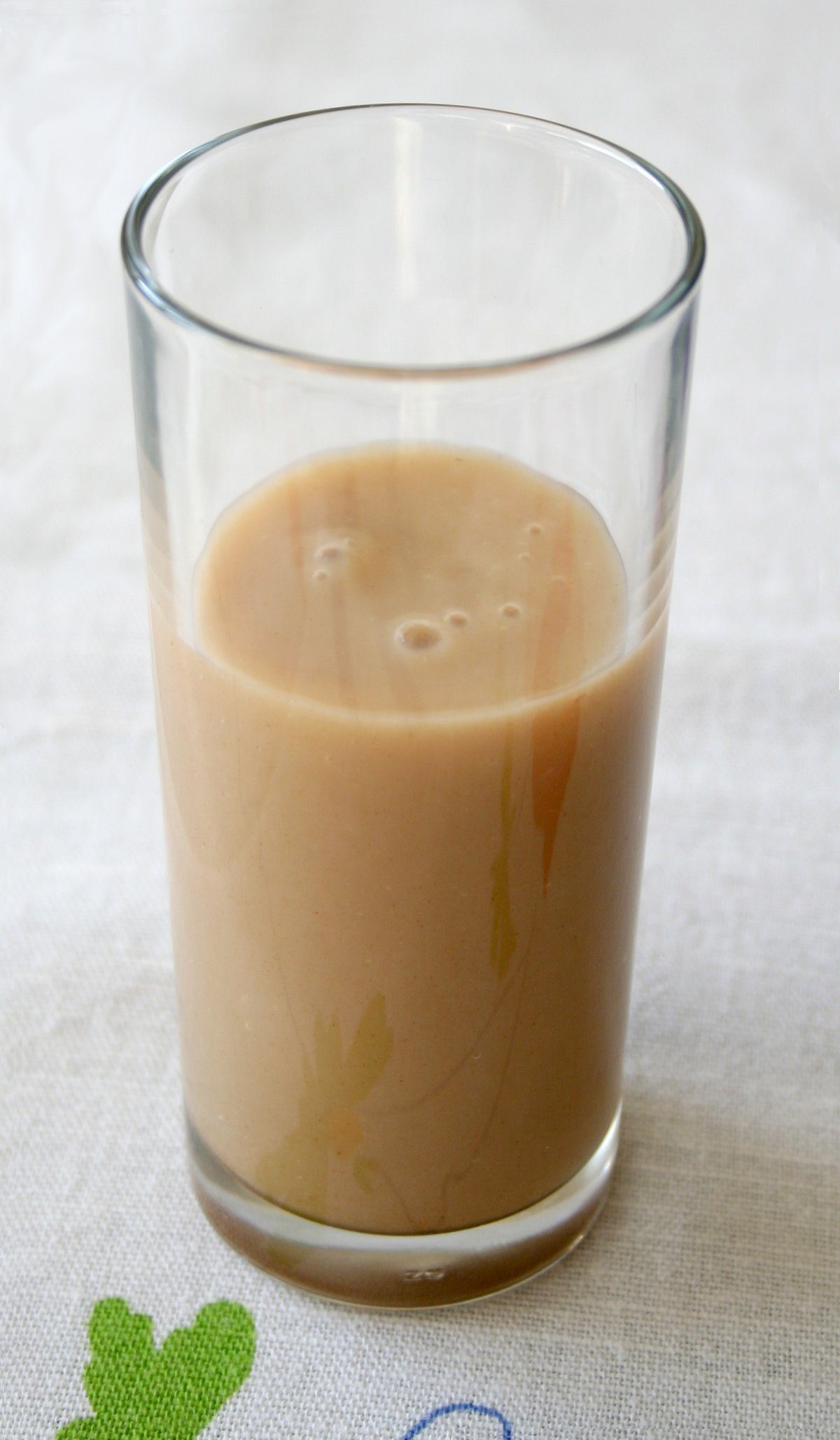
Kieliszek bułgarskiego boza

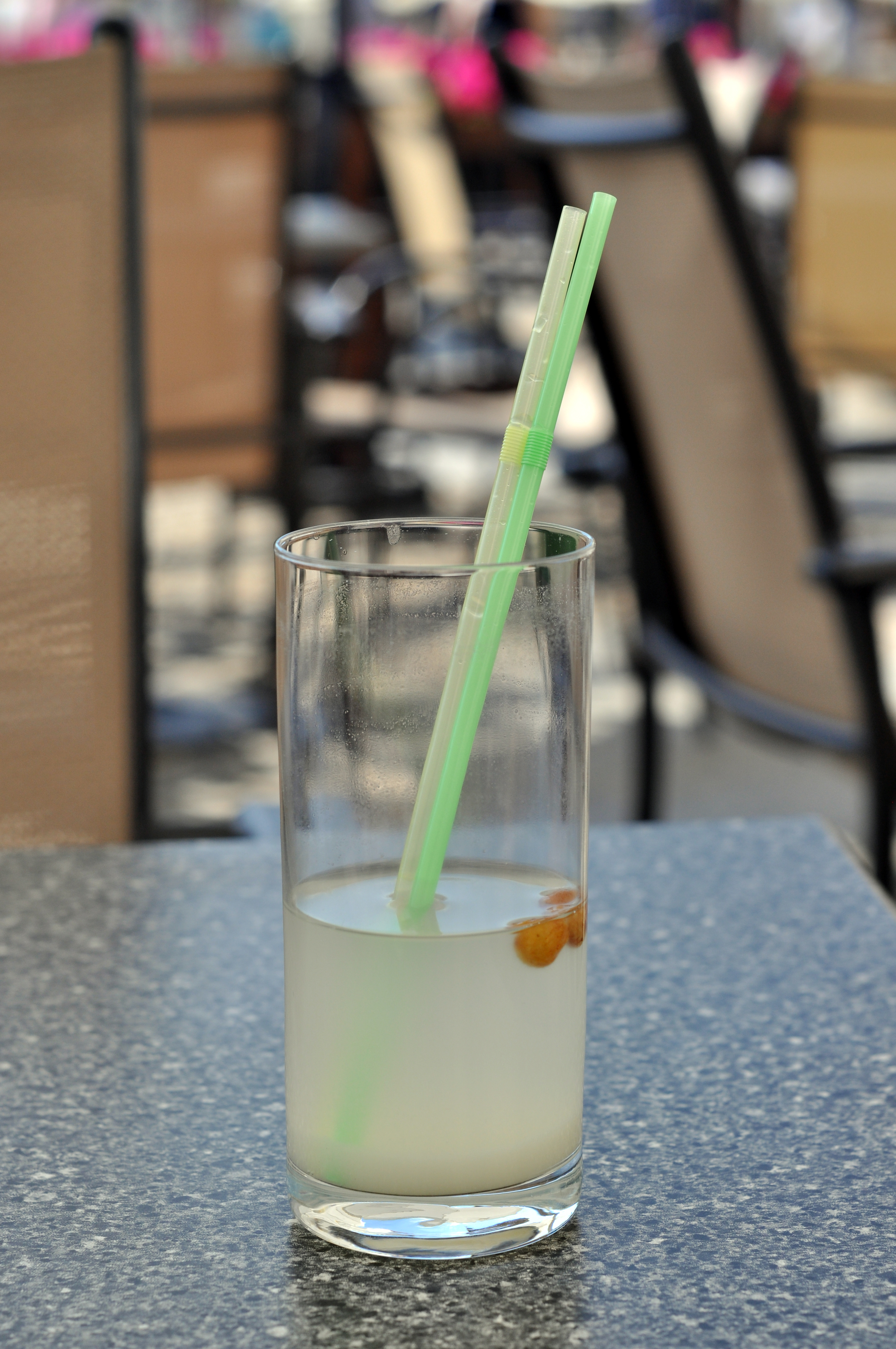
Szklanka białostockiej buzy

Boza, buza (tur. boza, od pers. ‏بوزه‎ – piwo) – lekko sfermentowany napój, charakterystyczny dla kuchni krajów bałkańskich i tureckiej.
Znany i produkowany w Bułgarii, Macedonii Północnej, Albanii i Turcji. W Turcji boza jest przyrządzana ze sfermentowanej kukurydzy, zaś w Bułgarii z pszenicy lub prosa. Napój ma gęstą konsystencję i bardzo niską zawartość alkoholu (zazwyczaj około 1%), a smak lekko kwaśny, słodkawy.
W Macedonii boza jest delikatniejsza, jaśniejsza i bardziej rozrzedzona oraz nieco słodsza.
W Turcji podawana jest z cynamonem i pieczoną ciecierzycą, a spożywana głównie zimą. W czasach osmańskich była rozpowszechniona także w muzułmańskich wojskach jako napój orzeźwiający i nieupajający, a bogaty w węglowodany i witaminy.
W Bułgarii jest częścią tradycyjnego śniadania (banica i boza). Boza jest powszechnie dostępna w piekarniach, serwowana schłodzona.
W Albanii najczęściej jest produkowana i sprzedawana w północnej części kraju; łatwo dostępna w cukierniach i lodziarniach stołecznej Tirany.
W Serbii boza produkowana jest i sprzedawana na obszarze całego kraju.
Odmiana popularna w Rumunii nazywa się bragă, i jest słodsza niż w Turcji i Bułgarii, ale gęstsza i ciemniejsza niż w Macedonii.
Do Polski napój przywędrował wraz z macedońskimi imigrantami i jest nazywany buzą. Wyrabiana z kaszy jaglanej, buza była popularna w przedwojennym Białymstoku. Często podawano ją z chałwą.